# Agnieszka Grochowska
Agnieszka Grochowska (Warschau, 31 december 1979) is een Poolse actrice.

## Carrière
In 2002 studeerde Grochowska af aan de theateracademie in Warschau. Daarna werd ze actief bij het Studio-Theater in de Poolse hoofdstad.
Voor haar hoofdrol in de film Pręgi (The Welts) uit 2004 was de Poolse genomineerd voor een Poolse filmprijs en een aan de Europese filmprijzen verbonden Jameson People’s Choice Award.
In 2007 werd ze uitgeroepen tot Shooting star op het Internationaal filmfestival van Berlijn. Met haar rol in de in 2009 verschenen, Noorse film Upperdog won de actrice een Amandaprisen. Eveneens werd ze hiermee genomineerd voor een aan het Kosmorama Trondheim International Film Festival verbonden Kanonprisen.
Haar optreden in de in 2010 gepubliceerde film Trzy minuty. 21:37 leverde Grochowska een op het Gdynia Film Festival uitgereikte prijs op. Door haar acteerwerk in het eveneens in 2010 verschenen Beyond the Steppes sleepte ze een op Filmfestival Oostende uitgereikte Ensor in de wacht.
Nadat Grochowska met haar acteerwerk in de film W ciemności (In Darkness) uit 2011 opnieuw genomineerd was voor een Poolse filmprijs, won ze de prijs uiteindelijk daadwerkelijk met haar rol in de film Bez wstydu (Shameless) uit 2012. Voor haar optreden in Wałęsa. Czlowiek z nadziei (Walesa: Man of Hope) uit 2013 was ze opnieuw genomineerd.
In 2014 ontving de actrice een Kruis van Verdienste en Gloria Artis- medaille van de Poolse overheid.
In 2015 verscheen de film Obce niebo (Strange Heaven). Grochowska's vertoning hierin werd beloond met prijzen op het Netia Off Camera International Festival of Independent Cinema en Gdynia Film Festival.
Met de in 2021 verschenen film Żeby nie było śladów (Leave No Traces) was Grochowska opnieuw genomineerd voor een Poolse filmprijs. Ook met haar rol in de in 2022 gepubliceerde film Fucking Bornholm sleepte ze een nominatie in de wacht. Haar medewerking aan de in 2023 verschenen film Kos leverde de Poolse daadwerkelijk een Poolse filmprijs op.

## Filmografie (selectie)
| Jaar        | Titel                                                         | Rol                       | Type productie           | Opmerkingen     |
| ----------- | ------------------------------------------------------------- | ------------------------- | ------------------------ | --------------- |
| 2002        | Alarm                                                         | Sylwia                    | Film                     |                 |
| 2004        | Pręgi (The Welts)                                             | Tania                     | Film                     |                 |
| 2006        | S@motnosc w sieci                                             | Natalia                   | Film                     |                 |
| 2007        | Ekipa                                                         | Dorota                    | Televisieserie           | 12 afleveringen |
| 2009        | Upperdog                                                      | Maria                     | Film                     |                 |
| 2010        | Wenecja (Venice)                                              | Barbara                   | Film                     |                 |
| 2010        | Trzy minuty. 21:37                                            | Lerares                   | Film                     |                 |
| 2010        | Beyond the Steppes                                            | Nina                      | Film                     |                 |
| 2011        | W ciemności (In Darkness)                                     | Klara Keller              | Film                     |                 |
| 2012        | Bez wstydu (Shameless)                                        | Anka                      | Film                     |                 |
| 2013        | Wałęsa. Czlowiek z nadziei (Walesa: Man of Hope)              | Danuta Wałęsa             |                          |                 |
| 2015        | Child 44                                                      | Nina Andreyeva            | Film                     |                 |
| 2015        | Obce niebo (Strange Heaven)                                   | Basia                     | Film                     |                 |
| 2018        | Nielegalni (Illegals)                                         | Ewa Debska                | Televisieserie           | 10 afleveringen |
| 2019        | Sanctuary                                                     | Dr. Kowalska              | Televisieserie           | 7 afleveringen  |
| 2019 - 2020 | Motyw (The Motive)                                            | Anna Czarnecka            | Televisieserie           | 10 afleveringen |
| 2020        | Wanda, mein Wunder (My Wunderful Wonder)                      | Wanda                     | Film                     |                 |
| 2020        | W głębi lasu                                                  | Laura Goldsztajn          | Televisieserie (Netflix) | 6 afleveringen  |
| 2021        | American Dream                                                | Ana                       | Film                     |                 |
| 2021        | Zeby nie bylo sladów (Leave No Traces)                        | Grazyna Popiel            | Film                     |                 |
| 2022        | Jak pokochałam gangstera (How I Fell in Love with a Gangster) | Milena                    | Film (Netflix)           |                 |
| 2022        | Zachowaj spokój (Houvast)                                     | Laura Goldsztajn-Kopinska | Televisieserie (Netflix) | 6 afleveringen  |
| 2022        | Fucking Bornholm                                              | Maja                      | Film                     |                 |
| 2023        | Dzień Matki (Mother's Day)                                    | Nina Nowak                | Film (Netflix)           |                 |
| 2023        | Kos                                                           | Maria Gizynska            | Film                     |                 |